# عز الدين رحيم
عز الدين رحيم (31 مارس 1972 الجزائر الجزائر - ) هو لاعب كرة قدم جزائري يلعب كمهاجم.

## مسيرته الكروية
لعب عز الدين رحيم خلال مسيرته الاحترافية مع 6 أندية في خمسة عشر موسمًا وسجل خلالها هدفًا واحدًا ضمن 33 مباراة. حيث فاز في موسمين بالكأس وفي موسم واحد بالدوري.
خاض عز الدين رحيم مسيرته مع نادي اتحاد الجزائر في موسم 1990–91 ليلعب معه عشرة مواسم، لم يشارك في أي مباراة ولم يسجل أي هدف. ثم انتقل إلى نادي شباب قسنطينة في موسم 2000–01 لمدة موسم واحد، حيث لم يشارك في أي مباراة ولم يسجل أي هدف أيضًا. لينتقل بعدها إلى نادي شبيبة بجاية في موسم 2001–02 لمدة موسم واحد، لم يشارك في أي مباراة ولم يسجل أي هدف أيضًا. ثم انتقل إلى نادي شباب أوراس باتنة في موسم 2002–03 لمدة موسم واحد، مشاركًا في 15 مباراة ولم يسجل أي هدف أيضًا. هذا وانتقل لاحقًا إلى نادي وفاق سطيف في موسم 2003–04 لمدة موسم واحد، مشاركًا في 15 مباراة سجل خلالها هدفًا واحدًا. ثم انتقل بعدها إلى نادي أهلي برج بوعريريج في موسم 2004–05 لمدة موسم واحد، مشاركًا في 3 مباريات ولم يسجل أي هدف.

## روابط خارجية
- عز الدين رحيم على موقع قاعدة بيانات كرة القدم.إي يو (الإنجليزية)
- عز الدين رحيم على موقع ناشيونال فوتبول تيمز (الإنجليزية)